# Банґасу
Банґасу́ — місто в префектурі Мбому в Центральноафриканській Республіці. Населення — 24 361 особа (за даними 2010 р.).
У місті є аеропорт.
Банґасу є центром місцевої католицької єпархії.

## Клімат
Місто знаходиться у зоні, котра характеризується кліматом тропічних саван. Найтепліший місяць — березень із середньою температурою 27.2 °C (81 °F). Найхолодніший місяць — серпень, із середньою температурою 25 °С (77 °F).
| Клімат Банґасу          | Клімат Банґасу | Клімат Банґасу | Клімат Банґасу | Клімат Банґасу | Клімат Банґасу | Клімат Банґасу | Клімат Банґасу | Клімат Банґасу | Клімат Банґасу | Клімат Банґасу | Клімат Банґасу | Клімат Банґасу | Клімат Банґасу |
| Показник                | Січ.           | Лют.           | Бер.           | Квіт.          | Трав.          | Черв.          | Лип.           | Серп.          | Вер.           | Жовт.          | Лист.          | Груд.          | Рік            |
| Абсолютний максимум, °C | 38             | 40             | 39             | 38             | 37             | 33             | 33             | 33             | 35             | 35             | 35             | 35             | 40             |
| Середній максимум, °C   | 34             | 35             | 34             | 33             | 32             | 31             | 31             | 31             | 31             | 31             | 32             | 32             | 32             |
| Середня температура, °C | 26             | 26             | 27             | 26             | 26             | 25             | 25             | 25             | 25             | 25             | 25             | 25             | 25             |
| Середній мінімум, °C    | 18             | 18             | 20             | 20             | 20             | 20             | 20             | 19             | 19             | 20             | 19             | 18             | 19             |
| Абсолютний мінімум, °C  | 12             | 13             | 15             | 16             | 18             | 17             | 17             | 16             | 16             | 16             | 13             | 10             | 10             |
| Норма опадів, мм        | 20             | 40             | 110            | 130            | 220            | 180            | 180            | 200            | 190            | 260            | 90             | 30             | 1710           |
| Днів з дощем            | 2              | 3              | 8              | 8              | 10             | 10             | 10             | 11             | 11             | 14             | 6              | 3              | 101            |
| Вологість повітря, %    | 67             | 64             | 71             | 74             | 79             | 82             | 83             | 83             | 82             | 82             | 79             | 72             | 77             |
| ----------------------- | -------------- | -------------- | -------------- | -------------- | -------------- | -------------- | -------------- | -------------- | -------------- | -------------- | -------------- | -------------- | -------------- |
| Джерело: Weatherbase    |                |                |                |                |                |                |                |                |                |                |                |                |                |